# Kanton Pauillac
Pauillac is een voormalig kanton van het Franse departement Gironde. Het kanton maakte deel uit van het arrondissement Lesparre-Médoc. Het kanton werd opgeheven bij decreet van 20 februari 2014, met uitwerking op 22 maart 2015. Alle gemeenten werden opgenomen in het nieuw gevormde kanton Le Nord-Médoc.

## Gemeenten
Het kanton Pauillac omvatte de volgende gemeenten:
- Cissac-Médoc
- Pauillac (hoofdplaats)
- Saint-Estèphe
- Saint-Julien-Beychevelle
- Saint-Sauveur
- Saint-Seurin-de-Cadourne
- Vertheuil